# Stelios Papafloratos
Stelios Papafloratos (27 de janeiro de 1954) é um ex-futebolista profissional grego que atuava como goleiro.

## Carreira
Stelios Papafloratos defendeu a Seleção Grega de Futebol, na histórica presença na Euro 1980.

## Ligações Externas
- Perfil em Fifa.com (em inglês)